# Magyar Teqball Szövetség
Az Magyar Teqball Szövetség (MATESZ) a teqball sportág hazai sportirányító szerve. A szövetség 2020. június 27-én alakult meg Budapesten Országos Teqball Szövetség néven, majd 3 hónappal később, 2020. szeptember 26-án országos sportszövetséggé alakult, amelyet az Emberi Erőforrások Minisztériumának Sportért Felelős Államtitkársága is elismert.
Az MATESZ hazai, illetve nemzetközi szinten is részese a sport fejlődésének. Központi szerepet játszik a versenyrendszerek kialakításában, az utánpótlás nevelésben, a sportszakemberek képzésében.

## Vezetőség
A Magyar Teqball Szövetség alapító elnöke id. Gattyán György (a Nemzetközi Teqball Szövetség társalapítójának és alelnökének, Gattyán Györgynek az édesapja), jelenlegi elnöke dr. Janó Márk Ádám, főtitkára Tóth Tamás Bence.

## Tagszervezetek
Jelenleg (2021) 27 tagszervezet működik Magyarországon. A lista utoljára frissítve: 2021. október 13-án.
- I. Budapest Teqball SE
- Phoenix Teqball Academy SE
- Be my sport SE
- Magyar Testnevelési Egyetem Sportegyesülete
- Kelen Labdarúgó Kft.
- Balassagyarmati SC
- Tokaji Futball Club
- Sárréti Teqball SE
- Sárospataki Utánpótlásnevelő Sportiskola Egyesület
- Fitness Vitál SE
- Felsőzsolcai Teqball Egyesület
- Egri Teqball Akadémia
- Turul Teqball Team SE
- Agroméra Teqball Academy SE
- Hajdúszoboszlói SE
- Alba Teqball SE
- Feketevár SE
- Balatonakarattyai Lábtenisz Klub
- Mátranováki Vasas SC
- Gyöngyösi Atlétikai Klub
- Bodrogkeresztúrért SE
- Tungsram SC
- BP Teqball SE
- Szigetszentmiklósi Sport Club
- Babóti Sportegyesület
- Balatonfüredi Utánpótlás Sport Club
- Debreceni Városi és Körzeti Labdarúgó Szövetség

## Versenyek
A Magyar Teqball Szövetség megalakulását követően 2020 októberétől működtet állandó versenyrendszert. A 2020-as bajnokság hat kategóriában zajlott (OB I egyéni és páros, OB II. egyéni és páros, női OB és junior OB).
A 2021-es országos bajnokság márciusban kezdődik, és hét kategóriában mérhetik össze tudásukat Magyarország teqballozói.

## Forrás
https://teqballhungary.hu/#rolunk
https://m4sport.hu/magyar-foci/cikk/2020/06/30/megalakult-az-orszagos-teqball-szovetseg/
https://www.nemzetisport.hu/minden_mas_foci/teqball-megalakult-az-orszagos-teqball-szovetseg-2770173
https://www.kemma.hu/sport/hazai-sport/megalakult-az-orszagos-teqball-szovetseg-2628170/ Archiválva 2021. október 29-i dátummal a Wayback Machine-ben
https://www.heol.hu/sport/hazai-sport/megalakult-az-orszagos-teqball-szovetseg-2603378/ Archiválva 2021. október 28-i dátummal a Wayback Machine-ben
https://www.vg.hu/kozelet/2020/06/megalakult-az-orszagos-teqball-szovetseg
https://mandiner.hu/cikk/20201110_teqball_sport_magyar_innovacio
https://phoenixteqball.hu/2020/09/30/orszagos-teqball-szovetseg-orszagos-sportszovetsegge-alakult-a-teqball-hazai-sportiranyito-szerve/ Archiválva 2021. szeptember 26-i dátummal a Wayback Machine-ben
http://sportmenu.hu/tag/orszagos-teqball-szovetseg/
https://sportbanyaszat.reblog.hu/teqball---rangos-nemzetkozi-verseny-uj-elnok-a-szovetseg-elen
https://civishir.hu/hajdu-bihar/2021/04/teqballosok-versengenek-a-hajduszoboszloi-sporthazban